# Manfred Bischof

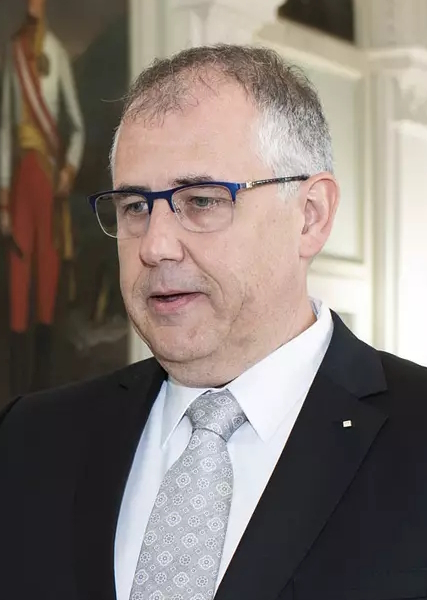
Manfred Bischof, 2019

Manfred Bischof (* 8. Mai 1973 in Grabs) ist ein liechtensteinisch-österreichischer Politiker (FBP). Von 2019 bis 2023 war er Bürgermeister von Vaduz.

## Leben

### Familie und Ausbildung
Bischof ist Sohn des Angestellten Ewald und der Reinhilde Bischof und hat zwei Geschwister. Der gebürtige Grabser wuchs in Schaan auf, seit 2006 ist lebt Bischof in Vaduz. Er heiratete 1997 Regula Feurer, später liessen sie sich scheiden. Aus der Ehe entstammt ein Sohn. Seine zweite Ehe begann 2013 mit der kaufmännischen Angestellten Sandra Mätzler.
Von 1980 bis 1985 besuchte Bischof die Primarschule Schaan, ehe er 1985 auf das Liechtensteinische Gymnasium wechselte. 1989 machte Bischof eine vierjährige Physiklaborantenlehre bei der Schaaner Hilti AG. Von 1993 bis 1996 studierte er Elektronik-, Mess- und Regeltechnik am Neu-Technikum Buchs. An der Fachhochschule Liechtenstein absolvierte er von 1999 bis 2001 ein Nachdiplomstudium zum Wirtschaftsingenieur.

### Berufliche Tätigkeit
An der Schaaner Hilti AG arbeitete Bischof von 1997 bis 2009. Am Berufs- und Weiterbildungszentrum Buchs war Bischof von 2001 bis 2002 zudem als Berufschullehrer eingestellt. 2009 wechselte er zur Liechtensteinischen Landesverwaltung. Bis 2013 war er Sachbearbeiter für Lärmschutz und nichtionisierende Strahlung beim Amt für Umwelt. Von 2013 bis 2019 fungierte er als Leiter der Stabsstelle Zentrale Dienste und als Amtsleiter-Stellvertreter beim Amt für Bau und Infrastruktur.

### Politisches Engagement
Bischof ist Mitglied der FBP. Er engagierte sich vielfach auf Landes- und Gemeindeebene, wie in Vaduz oder Schaan. Von 2013 bis 2019 gehörte er dem Gemeinderat an, ab 2015 war er Sprecher der FBP-Fraktion.

#### Bürgermeister von Vaduz
Im Oktober 2018 gab die FBP via Twitter bekannt, dass Bischof als Bürgermeisterkandidat für Vaduz nominiert wurde. Bischof gewann in den Gemeinderatswahlen, und trat am 1. Mai 2019 sein Amt offiziell an. Im Januar 2020 besuchte ihn der UEFA-Präsident Aleksander Čeferin. Durch einen einmaligen hohen Steueranfall machte die Gemeinde Vaduz laut Bischof einen grossen Gewinn, der unter anderem auf die von Ingvar Kamprad gegründete Vaduzer Stiftung «Interogo» zurückzuführen war. In Bischofs Amtszeit führte die Tour de Suisse durch seine Gemeinde. Im August 2021 besuchte der Berner Stadtpräsident Alec von Graffenried Bischof. Im April 2022 verkündete Bischof seine erneute Kandidatur als Vaduzer Bürgermeister. Im Mai 2022 stellte Bischof eine Anzeige gegen unbekannt, da der Verdacht bestanden habe, dass ein Gemeinderat Amtsgeheimnisse an das Liechtensteiner Vaterland weitergegeben hatte. Bei den Gemeindewahlen 2023 wurde Manfred Bischof abgewählt. Petra Miescher wurde seine Nachfolgerin.

### Sonstige Tätigkeiten
Von 2000 bis 2007 war Bischof Leiter der Pfadfinderinnen- und Pfadfinder-Abteilung Vaduz (→ PPL). Sei 2007 ist er Verwalter des «Alten Jugendheims Pradamee» im Malbun.